# 恩舍尔兹维克市镇
恩舍尔兹维克市镇（瑞典語：Örnsköldsviks kommun）是瑞典北部西诺尔兰省的一个市镇。其治所位于恩舍尔兹维克。